# 亞伯泰丹地大學
亞伯泰丹地大學（英語：Abertay University，又译阿伯泰大學）是英国苏格兰鄧迪市中兩所大學其中一所。大學源身為創自1888年的鄧迪科技學院，1970年代具頒發學位，1994年正式升格為大學。

## 學術

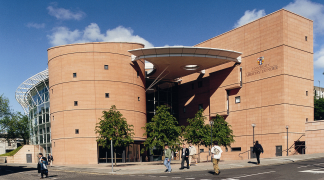
大學圖書館

亞伯泰丹地大學是世界上第一個頒發“計算機遊戲”學位的大學，該學位創立於1997年。現在該大學在相關領域還有及重要的地位：它有著英國首家計算機遊戲先進教育中心（Centre for Excellence in Computer Games Education）和一個商業支持計劃。
2008年科研評估顯示該大學是蘇格蘭新大學中環境科學、法學和心理學科最強者。

## 外部連結
- University of Abertay Dundee（页面存档备份，存于）
- University of Abertay Students Association（页面存档备份，存于）